# Стрелковичи
Стрелковичи (укр. Стрілковичі) — село в Самборской городской общине Самборского района Львовской области Украины.
Население по переписи 2001 года составляло 1208 человек. Занимает площадь 10,397 км². Почтовый индекс — 81460. Телефонный код — 3236.